# Спенсер, Эдмунд (шахматист)
Эдмунд Спенсер (англ. Edmund Spencer; 18 июня 1876 — 7 января 1936) — английский шахматист.
В составе сборной Англии участник 1-й Олимпиады (1927), где вместе с командой занял 3-е место.